# Campionat britànic de trial 2008
La temporada de 2008 del Campionat britànic de trial fou la 58a edició d'aquest campionat, organitzat per l'ACU. El calendari oficial constava de 7 proves puntuables.

## Classificació final
| Posició | Pilot          | Motocicleta | Punts |
| ------- | -------------- | ----------- | ----- |
| 1       | Graham Jarvis  | Sherco      | 118   |
| 2       | Michael Brown  | Beta        | 117   |
| 3       | Shaun Morris   | Gas Gas     | 103   |
| 4       | Alexz Wigg     | Montesa     | 82    |
| 5       | Sam Haslam     | Gas Gas     | 72    |
| 6       | Ross Danby     | Gas Gas     | 70    |
| 7       | George Morton  | Beta        | 51    |
| 8       | Craig Robinson | Gas Gas     | 43    |
| 9       | Dougie Lampkin | Beta        | 40    |
| 10      | James Dabill   | Montesa     | 34    |